# W.A.C.K.O.
W.A.C.K.O. was een Nederlands komisch duo, bestaande uit Manou Kersting (°1962) en Chiel van Berkel (°1959), twee entertainers die in Nederland geboren zijn, maar gedeeltelijk opgroeiden/woonden in Antwerpen, België. Hun humor was een combinatie van verbale grappen, absurditeiten en slapstick die ze in hoog tempo opvoerden.

## Geschiedenis
In 1991 richtten ze W.A.C.K.O. op, een komisch ensemble waarvan de initialen voor "Weird asshole crazy knock out" stonden. Ze toerden onder deze naam rond met een show die slapstick, cabaret, muziek en variété met elkaar combineerde. In 1994 brachten ze een cd uit met de muzikale momenten uit de voorstelling, geproduceerd door Stef Bos.
In het najaar van 1994 brachten ze het stuk "La sopa del dia", waarin ze opnieuw allerlei theatergenres door elkaar klutsten. In het voorjaar van 1998 hadden ze ook, samen met Koen De Graeve, hun eigen radioshow op de Vlaamse radiozender Studio Brussel.
Er volgden nadien nog enkele theaterstukken, "Black Space" (1996) "The return of Dionysus" (1998), "Hotel Quid Pro Quo" (1999) en "De Uitspreker" (2000), alvorens ze in mei 2000 een punt achter hun shows zetten.
Op 21 en 22 december 2008 voerden ze eenmalig nog eens een W.A.C.K.O.-show op in de Antwerpse Arenbergschouwburg.

## Shows
- 1991: Everything we always wanted to do on stage, but never were allowed to!
- 1994: La Sopa del Dia
- 1996: Black Space
- 1998: The return of Dionysos
- 1999: Hotel Quid Pro Quo
- 2000: De Uitspreker